# (17208) Pokrovska
(17208) Pokrovska (2000 AH130) – planetoida z pasa głównego asteroid okrążająca Słońce w ciągu 4,52 lat w średniej odległości 2,73 j.a. Odkryta 5 stycznia 2000 roku.